# Iain MacIntyre (Mediziner, 1924)
Iain MacIntyre (* 30. August 1924 in Glasgow; † 18. September 2008 in London) war ein britischer Endokrinologe.

## Leben
MacIntyre studierte an der University of Glasgow mit dem Abschluss in Medizin 1947 und absolvierte dann bis 1952 eine Ausbildung als Pathologe an der University of Sheffield, wo er unter den Einfluss von Hans Adolf Krebs kam und sich Biochemie (chemischer Pathologie) zuwandte. Ab 1953 war er an der Royal Postgraduate Medical School (RPMS) des Hammersmith Hospital. Er wurde dort Professor für endokrine Chemie und chemische Pathologie und war Direktor der Endokrinologie Gruppe des Wellcome Trust des RPMS. Nach seinem Ruhestand 1990 war er Forschungsdirektor am William Harvey Institute.
Er erforschte den Calicium- und Magnesium Stoffwechsel und dessen Regulierung und entdeckte mit Harold Copp Calcitonin, das in der Regulation des Calcium Stoffwechsels wichtig ist. Er klärte dessen Herkunft aus der Schilddrüse (Copp meinte noch, es würde in der Nebenschilddrüse gebildet) und dessen Funktion. Er isolierte und sequenzierte mit H. R. Morris auch das 1983 entdeckte Calcitonin Gene-Related Peptide.
Später wandte er sich der Kontrolle des Vitamin-D-Stoffwechsels zu und wies die Rolle von Stickoxid im Körper zu. Er untersuchte die Regulation von dessen Stoffwechsel und zeigte dessen Rolle bei der Kontrolle des Knochen-Stoffwechsels.
1967 erhielt er den Canada Gairdner International Award für Beiträge zur Erforschung des Mineralien-Stoffwechsels und speziell der Physiologie von Calcitonin und des Magnesiums-Stoffwechsels. 1996 wurde er Fellow der Royal Society, deren Buchanan Medal er 2006 erhielt.